# Bitkowo (powiat gołdapski)
Bitkowo (niem. Bittkowen) – wieś w Polsce położona w województwie warmińsko-mazurskim, w powiecie gołdapskim, w gminie Gołdap.
W latach 1975–1998 miejscowość administracyjnie należała do województwa suwalskiego.
Wieś lokowana w dniu 4 lutego 1562 roku na prawie lennym, przez księcia Albrechta, który zapisał staroście z Insterburga - von Kittlitzowi - 50 włók lasu oraz 50 włók ziemi z karczmą. 
W pierwszej połowie XX w. - jak wynika z zachowanych dokumentów - w Bitkowie była jednoklasowa szkoła, a wieś podlegała administracyjnie pod Mieruniszki. Najbliższy kościół parafialny znajdował się w Górnem w powiecie gołdapskim. 
Podczas akcji germanizacyjnej nazw miejscowych i fizjograficznych (tzw. chrzty hitlerowskie) utrwalona historycznie nazwa niemiecka Bittkowen została w 1938 r. zastąpiona przez administrację nazistowską sztuczną formą Bittkau.
W 1938 Bitkowo razem z majątkiem ziemskim Ślepowo liczyło 222 mieszkańców. 
Bibliografia:
- Olecko Czasy, ludzie, zdarzenia Tekst: Ryszard Demby